# Love Hurts (álbum de Cher)
Love Hurts (El Amor Duele) es el álbum de estudio 21.ª de la cantante Cher puesto a la venta en 1991.

## Información del álbum
Es el tercer y más novedoso álbum que Cher ha lanzado por la compañía Geffen, editado en junio de 1991, una variedad de escritores intervienen en este exitoso álbum, incluyendo a Diane Warren (miembro fijo del equipo de Cher), quien escribió el tema «Save Up All Your Tears», tema favorito de la diva, el disco igual que las producciones anteriores fue éxito mundial y con su inmensa calidad logró dominar las listas en Europa y Estados Unidos. Este álbum vendió alrededor de 3,5 millones de copias en todo el mundo.
Definitivamente Cher re-invenciona su forma de hacer música, este disco es clave en su carrera porque de aquí se basan todos los temas que serían sacados en producciones futuras. Este álbum también incluye el tema que hasta esa fecha sería el más exitoso de Cher, «The Shoop Shoop Song (It's in His Kiss)», que pertenece a la banda sonora de Mermaids.

## Portadas distintas
Curiosamente el disco fue comercializado con 2 portadas diferentes pero con el mismo contenido:
- La primera muestra a Cher en primer plano, cabello liso y de color rojo con sus manos en la cabeza.
- La segunda, más sofisticada que muestra una doble imagen de Cher inspirada quizás en una imagen del tarot.

## Lista de canciones[2]
| N.º | Título                                                                  | Escritor(es)                                                | Duración |  |
| 1.  | «Save Up All Your Tears» (Versión de Bonnie Tyler)                      | Diane Warren y Desmond Child                                | 4:00     |  |
| 2.  | «Love Hurts» (Versión de 1991)                                          | Boudleaux Bryant y Felice Bryant                            | 4:19     |  |
| 3.  | «Love and Understanding»                                                | Warren                                                      | 4:43     |  |
| 4.  | «Fires of Eden»                                                         | Mark Goldenberg y Keturah Hain                              | 3:43     |  |
| 5.  | «I'll Never Stop Loving You»                                            | David Cassidy, John Wetton y Sue Sifrin                     | 3:57     |  |
| 6.  | «One Small Step» (con Richard Page)                                     | Barry Mann, Brad Parker y Wendy Waldman                     | 3:28     |  |
| 7.  | «A World Without Heroes» (Versión de Kiss)                              | Bob Ezrin, Gene Simmons, Lou Reed y Paul Stanley            | 3:09     |  |
| 8.  | «Could've Been You»                                                     | Arnie Roman y Bob Halligan Jr.                              | 3:30     |  |
| 9.  | «When Love Calls Your Name»                                             | Jimmy Scott y Thomas Snow                                   | 3:32     |  |
| 10. | «When Lovers Become Strangers»                                          | Warren                                                      | 4:46     |  |
| 11. | «Who You Gonna Believe»                                                 | Gerald Marquez, Kevin Chalfant, Joe Marquez y Steve Fontano | 4:47     |  |
| 12. | «The Shoop Shoop Song (It's in His Kiss)» (Disponible solo para Europa) | Rudy Clark                                                  | 2:51     |  |

## Charts
| Chart (1991)       | Posición Más Alta |
| ------------------ | ----------------- |
| U.S. Billboard 200 | 48                |